# Unavowed
Unavowed est un jeu vidéo d'aventure en pointer-et-cliquer développé et édité par Wadjet Eye Games, sorti en 2018 sur Windows et Mac.

## Accueil
- Adventure Gamers : 5/5[1]
- Canard PC : 8/10[2]